# バターナット科
バターナット科（バターナットか、Caryocaraceae）は双子葉植物の科で、中南米の熱帯に分布する木本2属25種ほどからなる。
ナッツとして食用にするバターナット（Caryocar nuciferum）やペキー（C. brasiliense）を含む。
クロンキスト体系ではツバキ目に入れていたが、APG植物分類体系ではキントラノオ目に入れる。